# Castrop-Rauxel
Castrop-Rauxel is een stad en gemeente in de Duitse deelstaat Noordrijn-Westfalen, gelegen in de Kreis Recklinghausen. De stad telt 73.126 inwoners (31 december 2020) op een oppervlakte van 51,67 km². Castrop-Rauxel ligt in het noordelijke Ruhrgebied aan het Rijn-Hernekanaal (RHK) en aan de Emscher, die het kanaal hier kruist.

## Indeling van de gemeente
Tussen Habinghorst en Rauxel (zie onder), ongeveer in het geografische midden van het gemeentegebied ligt het zgn. Stadtmittelpunkt, met raadhuis en Europahalle, ten westen van de B 235 en ten noorden van de A42. Het noordelijke deel van dit gebied, ten noorden van de Europaplatz (in feite geen plein, maar een zeer brede straat) is het nieuwe politieke en culturele middelpunt van de gemeente.  Het zuidelijke gedeelte van dit centrumgebied omvat onder andere een middelbare school en een atletiekbaan.

### Stadsdelen
Castrop-Rauxel bestaat uit 15 stadsdelen, waarvan er 14 tot het jaar 1975 zelfstandige gemeentes waren. Stadsdeel Schwerin is later afgesplitst van het zuidelijke deel van de stadsdelen Castrop en Rauxel. Deze stadsdelen zijn:
- Henrichenburg (met Becklem in het uiterste noorden); in het noorden van de gemeente nabij afrit 11 van de A2; doorsneden door de noord-zuid verlopende B 235
- Pöppinghausen; iets ten zuidwesten van Henrichenburg, aan het RHK
- Habinghorst; ten zuiden van Henrichenburg en ten noorden van afrit 26 van de A42
- Ickern; ten oosten van Henrichenburg, aan weerszijden van de A2
- Bladenhorst; ten noorden van afrit 25 van de A42, gelegen rondom het praktisch aan het RHK gelegen kasteel Bladenhorst
- Rauxel; centraal in de gemeente, direct ten zuiden van afrit 26 van de A42
- Deininghausen; ten oosten van Habinghorst en ten NO van Rauxel
- Behringhausen; ten westen van het Erin-Park
- Castrop; gelegen tegen de zuidrand van Rauxel aan
- Dingen; direct ten zuidwesten van het Autobahnkreuz Castrop-Rauxel-Ost
- Obercastrop; in feite de zuidwestelijke helft van Castrop
- Schwerin; ten oosten van Castrop en Rauxel
- Merklinde; ten zuiden van Castrop
- Bövinghausen; in het uiterste zuidwesten van de gemeente, ten zuiden van Merklinde
- Frohlinde, ten oosten van Merklinde, nabij het uitgestrekte golfterrein van de gemeente.

### Bevolkingsstatistiek
Bron: website van de gemeente. Cijfers ultimo 2018. Totale bevolking per die datum: 75.344 personen.
| Statistisch stadsdistrict | In- woners | Oppervl. in km² |
| ------------------------- | ---------- | --------------- |
| Behringhausen             | 1.756      | 1,6             |
| Bladenhorst               | 1.141      | 4,5             |
| Bövinghausen              | 2.394      | 1,0             |
| Castrop                   | 8.567      | 2,8             |
| Deininghausen             | 1.885      | 3,0             |
| Dingen                    | 905        | 1,9             |
| Frohlinde                 | 3.248      | 2,6             |
| Habinghorst               | 9.113      | 4,3             |
| Henrichenburg Ost         | 3.824      | 2,4             |
| Henrichenburg West        | 1.499      | 5,2             |
| Ickern Nord               | 3.684      | 2,1             |
| Ickern Süd                | 11.853     | 5,1             |
| Merklinde                 | 1.134      | 1,7             |
| Obercastrop               | 6.223      | 2,6             |
| Pöppinghausen             | 774        | 3,6             |
| Rauxel Nord               | 4.450      | 2,7             |
| Rauxel Süd                | 6.383      | 2,4             |
| Schwerin                  | 6.511      | 2,6             |

De 18 statistische stadsdistricten komen grosso modo overeen met de 15 hiervoor opgesomde stadsdelen. 
Maar Henrichenburg is opgesplitst in een gedeelte oostelijk resp. westelijk van de Bundesstraße 235. Ickern is opgesplitst in een gedeelte noordelijk resp. zuidelijk van de Bundesautobahn 2, en in het zuidoosten de Emscher. En Rauxel is opgesplitst in een gedeelte noordelijk resp. zuidelijk van de  Bundesautobahn 42.
Ultimo 2019 beleden 28 % van de inwoners van Castrop-Rauxel de evangelisch-lutherse gezindte van het christendom, 33 %  was rooms-katholiek en 39 %  was aanhanger van een andere geloofsgemeenschap, dan wel atheïst.

## Ligging, infrastructuur

### Buurgemeenten
De volgende gemeentes grenzen aan Castrop-Rauxel:
- Recklinghausen, ten noordwesten (NW) van Castrop-Rauxel
- Datteln (N)
- Waltrop (NNO) (alle drie in de Kreis Recklinghausen)
- Dortmund (O en ZO)
- Bochum (ZZW)
- Herne (W).

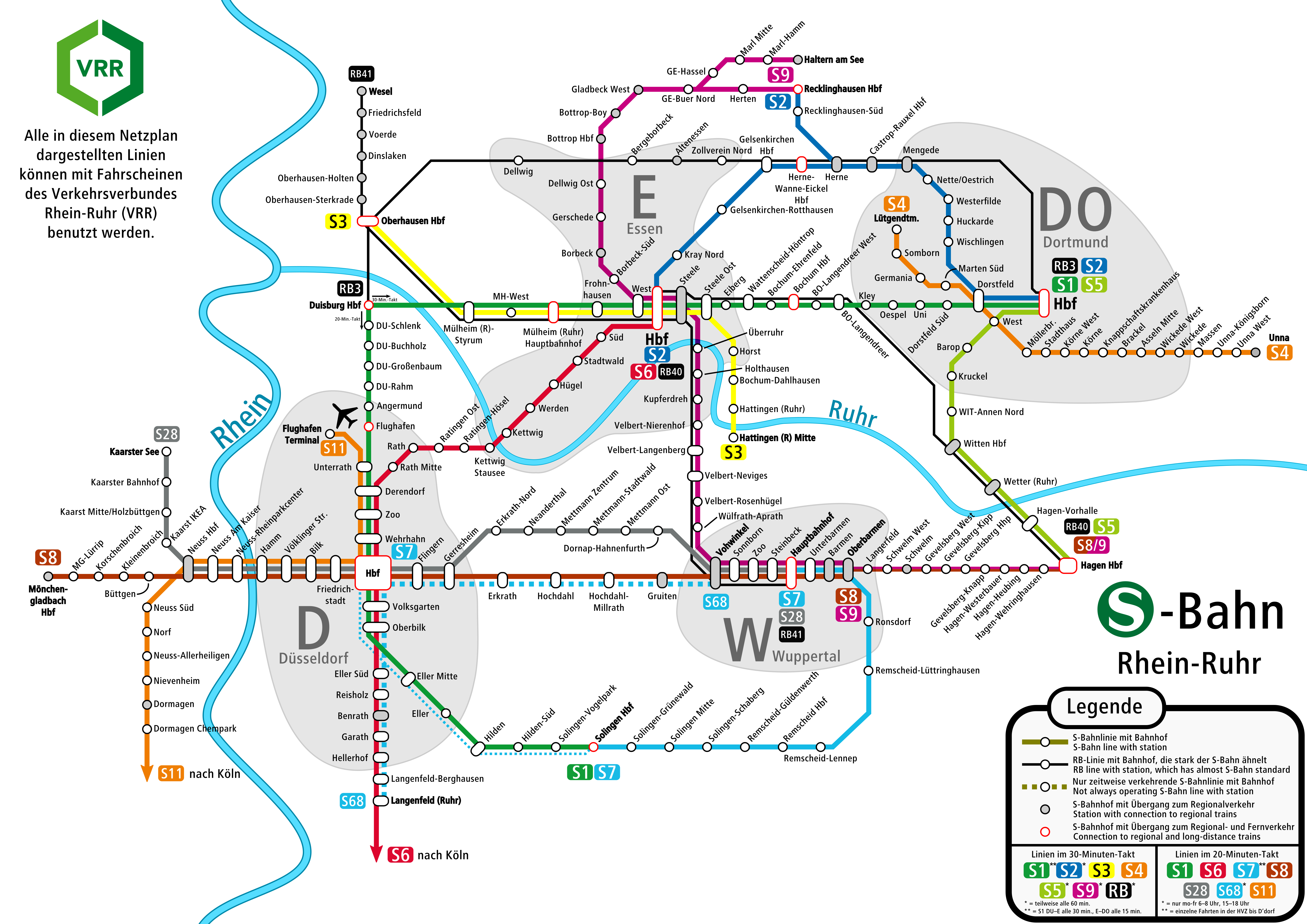
Lijnennetkaart S-Bahn Rhein-Ruhr; Castrop-Rauxel ligt in het noordoosten op de kaart aan lijn S2
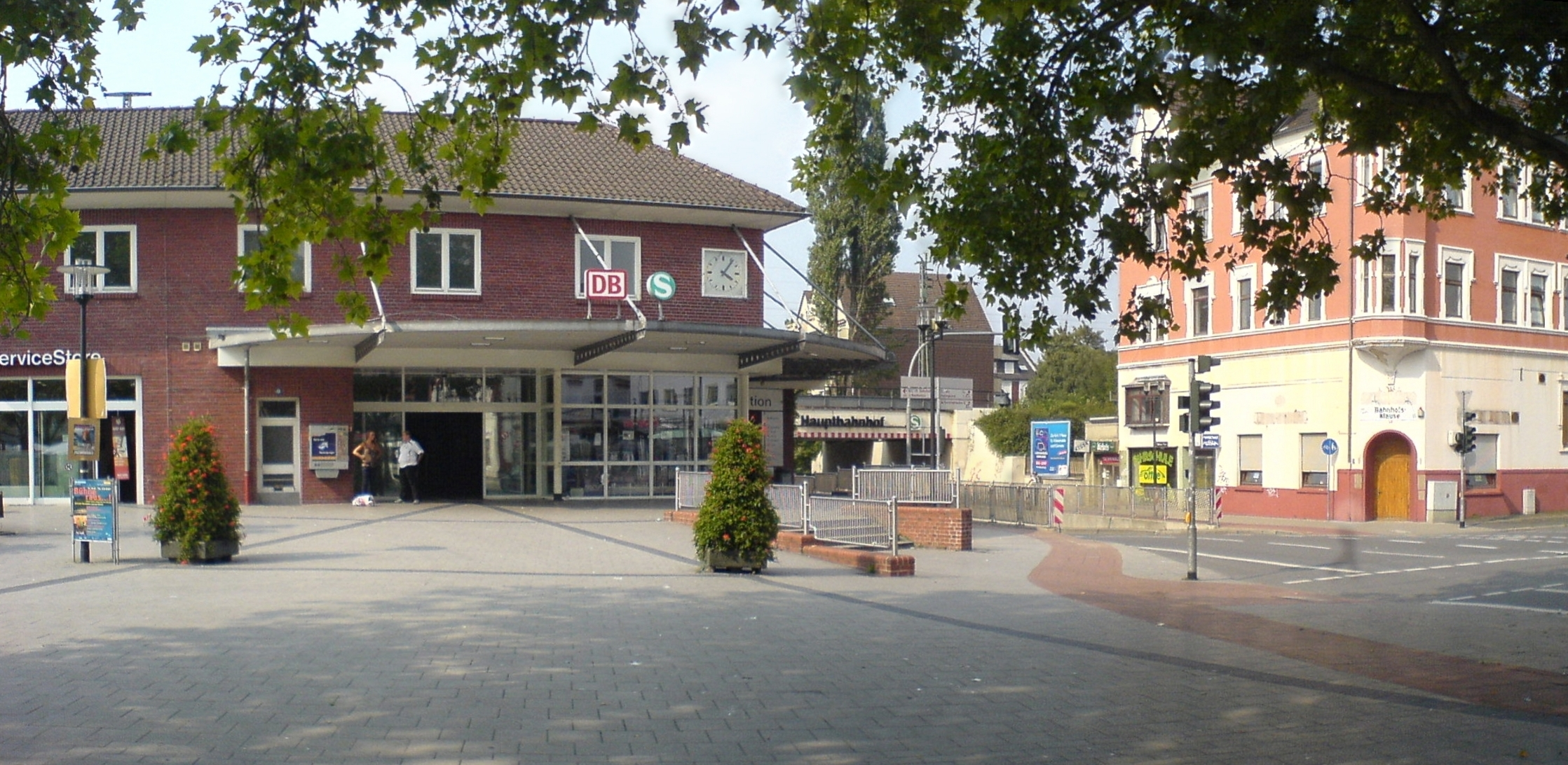
Station Castrop-Rauxel Hbf midden in Rauxel
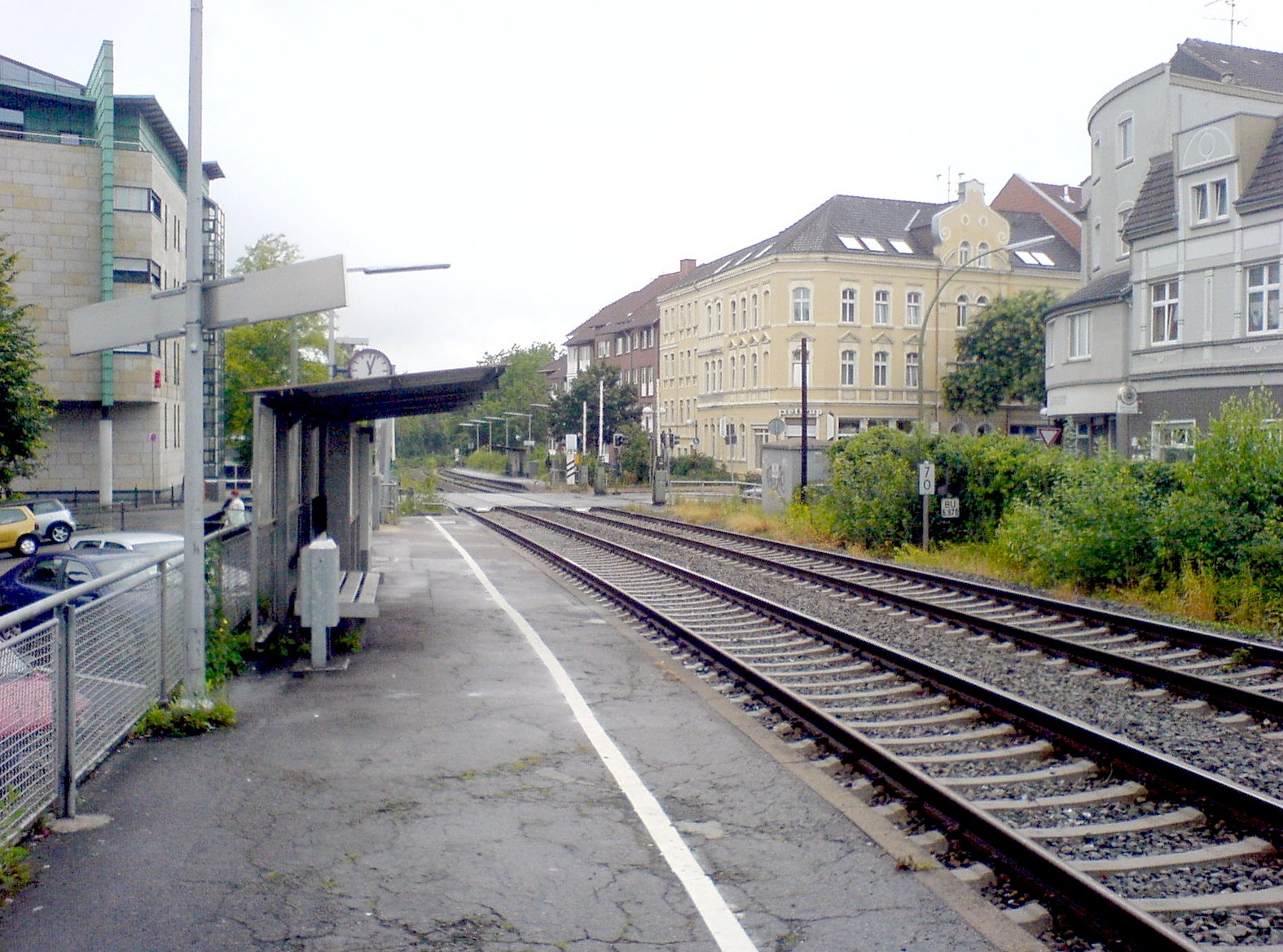
Station Castrop-Rauxel Süd  midden in Castrop
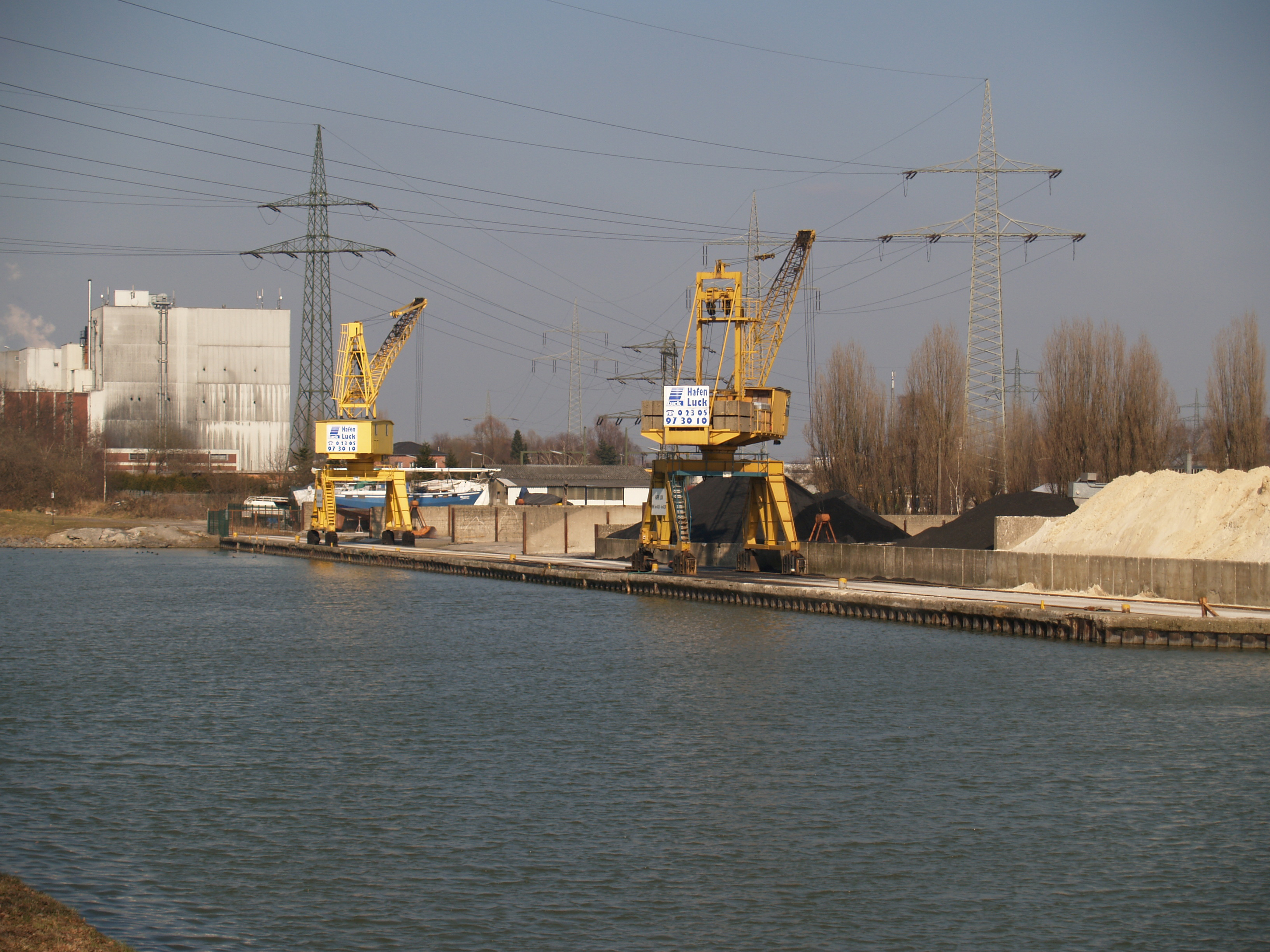
Een van de drie binnenhavens van Castrop-Rauxel (Kanalhafen Luck)

### Wegverkeer
Door het stadsgebied lopen de Autobahn A2 (Oberhausen–Berlijn; aan de noordkant), de Autobahn A42 (Kamp-Lintfort–Dortmund; 5 km zuidelijker, parallel aan de A2) en de Autobahn A45 (Dortmund–Aschaffenburg, aan de oostkant van de gemeente). Op het Autobahnkreuz Castrop-Rauxel-Ost kruist de A42 de A45.
De Bundesstraße 235 van Senden naar Witten, die verbonden is met opritten van de Autobahn A40/Bundesstraße 1 direct over de zuidelijke gemeentegrens met Dortmund, doorsnijdt Castrop-Rauxel van noord naar zuid.

### Openbaar vervoer
De S-Bahn Rhein-Ruhr, lijn S2, verbindt Castrop-Rauxel Hauptbahnhof  met Dortmund Hauptbahnhof met aansluitingen naar o.a. Duisburg. Op dit station stoppen ook treinen van de Rhein-Emscher-Express op het traject Hamm - Düsseldorf Hauptbahnhof  v.v..
De kleinere stations  Castrop-Rauxel Süd (Altstadt) en Castrop-Rauxel-Merklinde worden bediend door de Emschertal-Bahn (lijn RB 43 van de vervoerder DB Regio) van Dortmund naar Dorsten v.v..
In, van en naar Castrop-Rauxel rijden 18 buslijnen van de maatschappijen Bogestra, DSW21, Straßenbahn Herne–Castrop-Rauxel GmbH of HCR, en Vestische Straßenbahnen GmbH. Een snelbuslijn verbindt Castrop-Rauxel met Datteln. Ten slotte rijdt er een nachtbus van Henrichenburg naar het centrum van Dortmund.

### Scheepvaart, waterwegen
Castrop-Rauxel ligt in het noordelijke Ruhrgebied aan het Rijn-Hernekanaal (RHK) en aan de Emscher, die het kanaal hier kruist. In de gemeente zijn drie voor de professionele binnenscheepvaart opengestelde binnenhavens aan dit kanaal gelegen: de Hafen Victor en de Hafen Rütgers, dicht bij  kasteel Schloss Bladenhorst; verder de Kanalhafen Luck ter hoogte van de Wartburgstraße. Hier dichtbij is ook nog de Hafen Marmorit, maar dit is niet meer dan een ligplaats zonder faciliteiten. In het stadsdeel Pöppinghausen bevindt zich nog de AMC-Jachthaven.
In Henrichenburg wordt de  -voor de scheepvaart niet bruikbare- Emscher onder het RHK door geleid. Tussen Oberhausen en Henrichenburg ligt een langgerekte, smalle strook land tussen de Emscher in het noorden en het RHK in het zuiden. Er is een natuurherstel-project gaande, om de in het verleden gekanaliseerde Emscher te voorzien van een meer natuurlijk aandoend oeverlandschap; daartoe wordt deze langgerekte strook land als "Emscher-eiland" in een natuurgebied met o.a. ooibos omgevormd.

## Geschiedenis

### Tot aan deIndustriële Revolutie
Burg Henrichenburg, een kasteel aan de noordrand van de huidige gemeente, werd in 1263 voor het eerst in een document vermeld, en in 1787 wegens bouwvalligheid gesloopt. Het behoorde vanaf de middeleeuwen tot aan de Napoleontische tijd, samen met het dorp van die naam, tot het Vest Recklinghausen. Ickern, Castrop en alle andere huidige stadsdelen van Castrop-Rauxel, tot circa 1850 tamelijk onbelangrijke boerendorpen, ten zuiden van de Emscher behoorden in die periode tot het Graafschap Mark. Castrop verkreeg in 1484 de status van Freiheit, met marktrecht, en was dus een vlek. In de 19e eeuw verkreeg Castrop de status Titularstadt, een alleen in het Koninkrijk Pruisen bestaande vorm van enigszins beperkt stadsrecht.
In de eerste vier eeuwen van de jaartelling lag er op de plek van de latere kolenmijn Erin een door Germanen bewoond dorp, waarvan de bewoners handelscontacten onderhielden met het Romeinse Rijk. In de tijd van Karel de Grote begon de kerstening van de hier wonende Saksen. Mogelijk is in deze tijd het dorp Castrop (betekenis van de naam ongeveer: dorp nabij de graanopslagloods) ontstaan.
Het in de middeleeuwen ontstane dorp Rauxel (Rouchsele) zou volgens de gemeentewebsite zijn naam ontlenen aan een moerassige weide, of een vestigingsplaats, waar veel roeken voorkwamen.

### Mijnbouwgeschiedenis 1867-1984
De stad, die in 1847 aansluiting op het spoorwegnet kreeg, heeft zijn ontwikkeling te danken aan vier steenkoolmijnen (Duits: Zechen). Dit waren:
- Erin: in bedrijf van 1867-1983; 7 schachten, waarvan 3 "Wetterschachten", ventilatieschachten. Op het terrein van deze mijn is na de sluiting het Erin-Park aangelegd; een schachtbok (Hammerkopfturm) is als monument van industrieel erfgoed blijven staan.
- Graf Schwerin; situering: in het oosten van de gemeente, bij de Ortsteile Dingen en Schwerin (dat als mijnwerkerskolonie t.b.v. het personeel van deze mijn gebouwd is); in bedrijf van 1878-1967; 4 schachten, waarvan 2 "Wetterschachten", ventilatieschachten; cokesfabriek vanaf 1887; de mijn had in de beginperiode veel problemen doordat steeds water in de mijngangen liep; op het terrein van deze mijn is nu een bedrijventerrein en winkelcentrum gelegen.
- Ickern; in bedrijf van 1912-1973; twee schachten daarna nog, via speciaal gegraven dwarsgangen, tot 1992 als onderdelen van de mijn Minister Achenbach te Lünen; 4 schachten, waarvan 1 à 2 "Wetterschachten", ventilatieschachten; een dienstgebouw van de mijn is blijven staan en is tot cultureel centrum verbouwd.
- Victor; situering: aan de noordwestkant van de gemeente, nabij Habinghorst en Rauxel; in bedrijf van 1877-1973; 6 schachten, waarvan 2-4 "Wetterschachten", ventilatieschachten; Zeche Victor is enige tijd in bezit van de Klöckner-Werke geweest; de mijn bezat een (nog steeds bestaande) binnenhaven aan het RHK; de mijn, die een eigen chemische fabriek met steenkool als grondstof bezat,  werd gedurende de Tweede Wereldoorlog zwaar gebombardeerd door geallieerde vliegtuigen; de mijn had een gemeenschappelijke cokesfabriek met de mijn Ickern; het terrein is na de mijnsluiting als terrein voor midden- en kleinbedrijf in gebruik genomen.

De mijnen zijn dus sinds begin 1984 alle gesloten, maar enkele industriële monumenten en landschapselementen getuigen nog van het mijnbouwverleden.
De mijn Erin werd door William Thomas Mulvany, een industrieel uit Ierland, gesticht, die de mijn naar zijn vaderland noemde; deze invloedrijke persoonlijkheid bevorderde ook de paardensport (waar Mulvany een groot liefhebber was) te Castrop-Rauxel en initieerde op zijn zomerresidentie Haus Goldschmieding ook een jaarlijkse hindernisrace. Belangrijker is, dat Mulvany bekend was met de techniek en logistiek van de steenkoolmijnbouwsector in Engeland, die in het midden van de 19e eeuw verder was ontwikkeld dan in Duitsland. Mulvany voerde, mede door het aantrekken van Engels personeel in leidinggevende technische functies, deze vernieuwingen ook in het Ruhrgebied in. Hierdoor waren Mulvany's mijnen enige tijd zeer winstgevend.

### Vanaf ca. 1870 (overige aspecten)
Castrop-Rauxel ontstond in 1926 als samenvoeging van de kleine stad Castrop en een reeks plattelandsgemeenten die destijds het Amt Rauxel vormden. Het stadsrecht van Castrop ging daarbij op de gehele gemeente over. Henrichenburg werd in 1975 pas bij Castrop-Rauxel gevoegd.
Van 1923 tot 1938 was Castrop-Rauxel officiële vestigingsplaats van de belangrijke Klöckner-Werke (schroot- en metaalhandel; machinebouw). Dit concern is in de recentere tijd gevestigd te Salzgitter.
Van 1956-2001 stond er in stadsdeel Habinghorst een grote kolencentrale, met een markante, 230 meter hoge fabrieksschoorsteen,  die in 2008 is gesloopt.
Castrop-Rauxel heeft zich in de tijd na de Tweede Wereldoorlog de reputatie verworven, zich bijzonder in te zetten voor Europese samenwerking en vriendschap. In dit kader is de stad driemaal met een bijzondere onderscheiding geëerd:
- 1952: Koningin Elizabeth II van Groot-Brittannië schenkt de stad een koppel zwanen, als dank voor haar bijdrage aan de ontwikkeling  van de Duits-Britse vriendschap.
- 1962: Eretitel Europese Gemeente – verleend door de Raad van Europa.
- 1979: Verlening van de prestigieuze Theodor-Heuss-Prijs als blijk van erkenning van haar inzet voor Europese samenwerking.

De bouw van een nieuw stadscentrum rondom de huidige Europaplatz, tussen Habinghorst en Rauxel vond in de jaren 1970 en 1980 plaats.

## Economie
De gemeente heeft het probleem, dat het gemiddeld bruto-inkomen per hoofd van de bevolking duidelijk beneden het gemiddelde van geheel Noordrijn-Westfalen ligt.

### Industrie en nijverheid

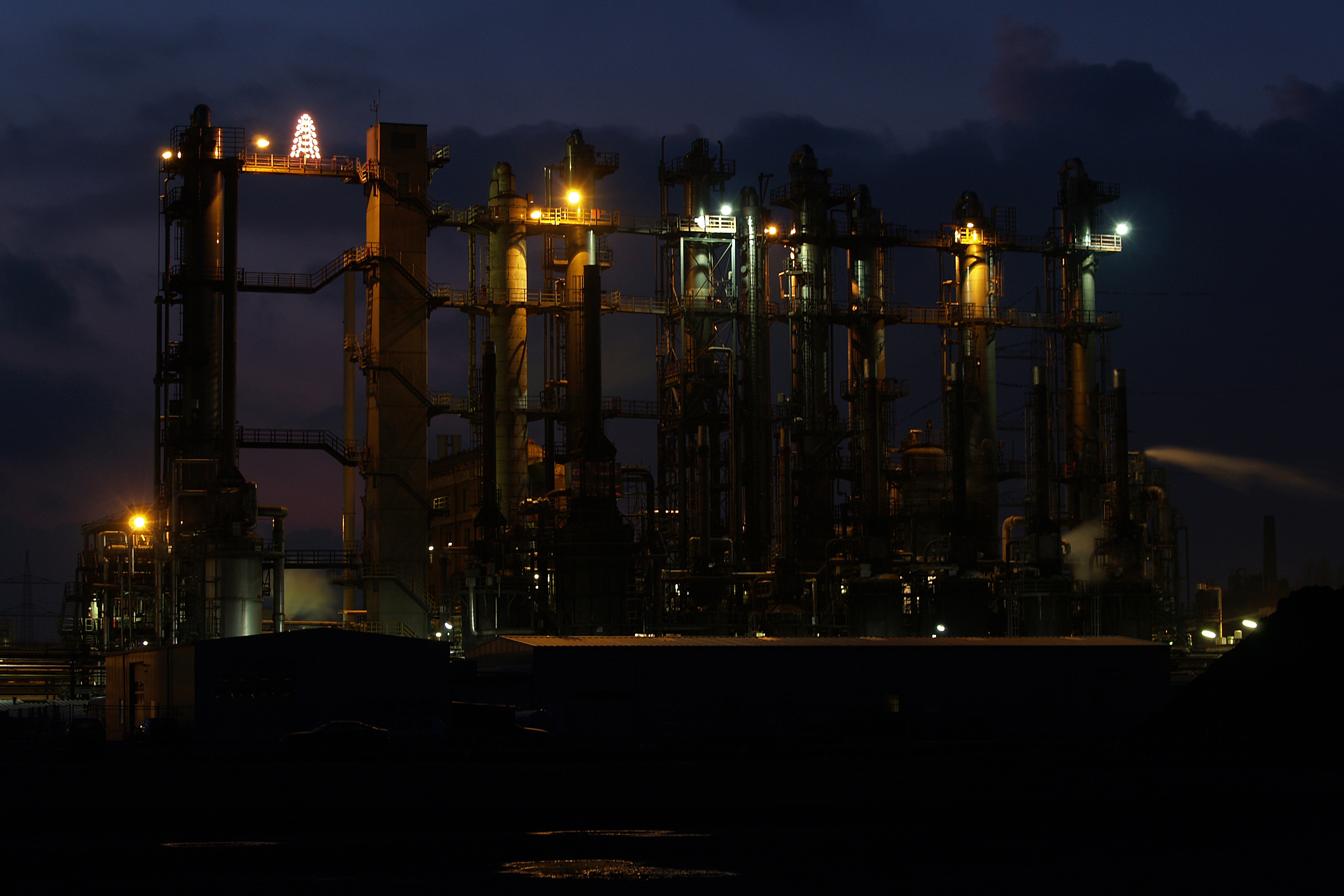
De Rütgers Chemicals-fabriek in kerstsfeer

Van de grootschalige industrie, die Castrop-Rauxel tot het eind van de 20e eeuw kenmerkte, is alleen Rütgers, een chemische fabriek met ruim 700 medewerkers nabij Bladenhorst overgebleven. Een voor deze fabriek gebouwd wijkje met personeelswoningen in Bladenhorst is tot architecturaal monument verklaard. De talrijke bedrijfsterreinen huisvesten sindsdien vooral midden- en kleinbedrijf, doorgaans van niet meer dan lokaal of regionaal belang.

### Dienstensector
- In Pöppinghausen bevindt zich een groot onderstation van elektriciteitsnetbeheerder Amprion.
- De stad heeft twee ziekenhuizen: het rooms-katholieke St. Rochus-Hospital en het evangelisch-lutherse Evangelische Krankenhaus Castrop-Rauxel. Beide ziekenhuizen liggen niet ver van het centrum.
- In 2007 werd in Castrop-Rauxel het Medical Park Ruhr geopend. Dit is een centrum voor aanvullende reguliere en alternatieve gezondheidszorg. Naast  ayurveda-therapieën en wellness bevat dit gebouwencomplex dicht bij het stadscentrum  ook een dialysecentrum, een hotel, een restaurant en een woonvoorziening voor ouderen.

## Cultuur e.d.
Het Forum Europaplatz, gelegen op de als Stadtmittelpunkt aangeduide locatie, is een gebouwencomplex dat als multifunctioneel congres-, evenementen- en cultuurcentrum wordt gebruikt. Centraal hierin zijn de Stadthalle en de Europahalle, ontworpen door de architect Arne Jacobsen uit Denemarken, die ook het nieuwe raadhuis ontwierp.
Het sedert 1933 bestaande Westfälische Landestheater zetelt te Castrop-Rauxel. De onder de afkorting WLT bekende instelling, die niet zelf over een eigen toneelgezelschap beschikt, organiseert toneel- en aanverwante voorstellingen in geheel Noordrijn-Westfalen. De premières vinden steeds in Castrop-Rauxel plaats. Men beschikt over de mogelijkheid, voorstellingen te houden in de hierboven genoemde  grote zalen. Maar men beschikt in de gemeente ook over een openluchttheater met 500 plaatsen en over een tweede openluchttheater in een voormalig openluchtzwembad, waar vaak kinder- en jongerentheater wordt opgevoerd.  Het WLT wordt tot de belangrijkste instellingen voor podiumkunst van de deelstaat gerekend. Verscheidene bekende Duitse acteurs hebben aan optredens bij het WLT een belangrijke vooruitgang in hun carrière te danken. Het WLT is zeer actief om kinderen en tieners te enthousiasmeren voor de toneelkunst.
Castrop-Rauxel kent enige muziekcultuur op het gebied van de rock- en aanverwante popmuziek. De bands Positive Strike en Electric Callboy komen er vandaan, tot en met 2019 vonden er jaarlijks ook twee rockfestivals plaats.
Een belangrijk deel van het plaatselijke uitgaansleven is in Habinghorst aan de Lange Straße geconcentreerd.

## Bezienswaardigheden, natuurschoon, toerisme
- De zgn. Hammerkopfturm en andere restanten van de mijngebouwen van kolenmijn  Erin vormen belangrijk industrieel erfgoed.
- Het Erin-Park is een uitgestrekt park, met veel kunstwerken in de openbare ruimte, ten westen van Castrop en Rauxel, dat op de locatie van de voormalige kolenmijn Erin is aangelegd.
- De mijnsteenberg (Halde) van de Schwerin-mijn, waarvan de deels met hoge bomen begroeide top op 151 meter boven de zeespiegel ligt, is omgevormd tot een park met een grote zonnewijzer en enige moderne kunstwerken. Het is een uitkijkpunt op de Route der Industriekultur. De vier trappen, die naar de heuveltop leiden, zijn van afvalmaterialen uit de vroegere mijnschachten gemaakt.
- Kasteel Bladenhorst (1266; huidige gebouwen 16e-19e-eeuws) in het gelijknamige stadsdeel Bladenhorst; het in woonappartementen opgesplitste kasteel zelf is privéterrein en doorgaans niet toegankelijk, de omgeving is wel te bezichtigen. Eén vertrek in het kasteel dient de gemeente als trouwlocatie; op de binnenplaats vinden van tijd tot tijd concerten en culinaire evenementen plaats. Op de jaarlijkse Duitse Open Monumentendag worden door grotere gedeelten van het kasteel, waaronder de ridderzaal, rondleidingen gegeven.
- De rooms-katholieke St. Lambertuskerk in stadsdeel Henrichenburg
- De Lutherkerk (1881) in het centrum
- Het Joodse kerkhof (1743).
- Het Haus Goldschmieding, gebouwd tegen het einde van de 16e eeuw, thans restaurant, is gelegen in een fraai park, waar van 1874 tot 1970, met onderbrekingen tijdens en kort na de beide Wereldoorlogen, paardenrennen werden gehouden. In de periode tot aan de Eerste Wereldoorlog waren dit races op een zgn. natuurhindernisbaan, gebaseerd op de Engelse Grand National, die soms wel 30.000 toeschouwers trokken. Ter herinnering hieraan siert een monument met een sculptuur van een renpaard de Markt te Castrop.
- De rooms-katholieke St. Lambertuskerk in het stadscentrum, waarvan het oudste deel rond 1250 werd gebouwd. In de kerk bevindt zich een sacramentshuisje uit 1512.
- De rooms-katholieke St. Antonius-van-Paduakerk in het stadsdeel Ickern, voltooid in 1925. De architect, Alfred Fischer, paste voor het interieur veelvuldig de paraboolvorm toe. Het gebouw is opgetrokken in een stijl, die tot het expressionisme wordt gerekend.
- Landschapsarcheologisch park Henrichenburg is een terrein, waar men de geschiedenis van het voormalige kasteel van die naam wil laten herleven.
- Natuurreservaat Beerenbruch op de gemeentegerens met Dortmund: door instorting van oude mijngangen, die daarna volliepen met water, ontstaan meertje, omgeven door fraai en  ecologisch waardevol loofbos.

## Stedenpartnerschappen
- Wakefield, Verenigd Koninkrijk, sedert 1949
- Vincennes, Frankrijk, sedert 1961
- Kuopio, Finland, sedert 1965
- Zehdenick, Brandenburg, sedert 1990
- Nowa Ruda, Polen, sedert 1991
- Trikala, Griekenland, sedert 2013
- Zonguldak, Turkije, sedert 2013

Castrop-Rauxel was sedert 1950  de zusterstad van het Nederlandse Delft; deze jumelage is echter in 2000 beëindigd.

## Sport
Mede door de jumelage met Delft is in de jaren 1950 een actieve korfbalclub ontstaan, die nog steeds in heel Duitsland toonaangevend is. Andere sporten, waarin men te Castrop-Rauxel op hoog niveau actief is, zijn de biljartsport, met name de spelsoort driebanden, en het roeien: een aantal roeiers uit de gemeente heeft eremetaal behaald bij Olympische Spelen en wereldkampioenschappen.
Castrop-Rauxel zelf heeft, en had in het verleden ook, geen voetbalclubs van absoluut topniveau. Wel heeft de gemeente veel goede voetballers voortgebracht, die in de directe omgeving carrière maakten, o.a. bij Schalke 04 in Gelsenkirchen en bij Borussia Dortmund.

## Belangrijke personen in relatie tot de gemeente

### Geboren
- Alfred Niepieklo (1927-2014), voetballer
- Friedhelm Wentzke (*3 september 1935), kanovaarder, behaalde in 1960 olympisch goud
- Klaus Fichtel (*19 november 1944) oud-voetballer, scout bij Schalke '04
- Monika Barz, (* 5 april 1953) activiste in de vrouwenbeweging en voor emancipatie van LHBTI-vrouwen, van 1993-2016 professor te Ludwigsburg,  in 2017 onderscheiden als Ridder in de Orde van Verdienste van de Bondsrepubliek Duitsland
- Ulrike Bolenz (* 11 juni 1958) beeldend kunstenares (schilderkunst, collagetechnieken in combinatie met fotografie), woont en werkt in Vilvoorde, België
- Christian Schreier (* 4 februari 1959), oud-profvoetballer (aanvallende middenvelder), won met Bayer 04 Leverkusen in 1988 de UEFA Cup
- Thorsten Hoffmann (5 februari 1961), politicus (CDU)
- Wolfram Wuttke (17 november 1961 - 1 maart 2015) voetballer
- Dieter Hecking (12 september 1964), voetballer en voetbalcoach
- Michael Melka (9 juli 1978), voetballer (doelman)
- Marcel Sieberg (30 april 1982), wielrenner
- Barış Özbek (14 september 1986), Duits-Turks voetballer; ook zijn jongere broer Ufuk (* 1 september 1992) is voetbalprof, maar op lager niveau
- Marc-André Kruska (29 juni 1987), voetballer
- Michael Esser (22 november 1987) voetballer (doelman)
- Christopher Nöthe (3 januari 1988), voetballer

### Overigen
- William Thomas Mulvany (* 11 maart 1806 in Dublin, Ierland; † 30 oktober 1885 in Düsseldorf) Iers mijnbouwmagnaat, bewoonde vanaf 1872 vele zomers het kasteeltje Haus Goldschmieding; Mulvany richtte in het Ruhrgebied verscheidene kolenmijnen op, waaronder de Erin te Castrop-Rauxel.

## Afbeeldingen

### Kerkgebouwen e.d.

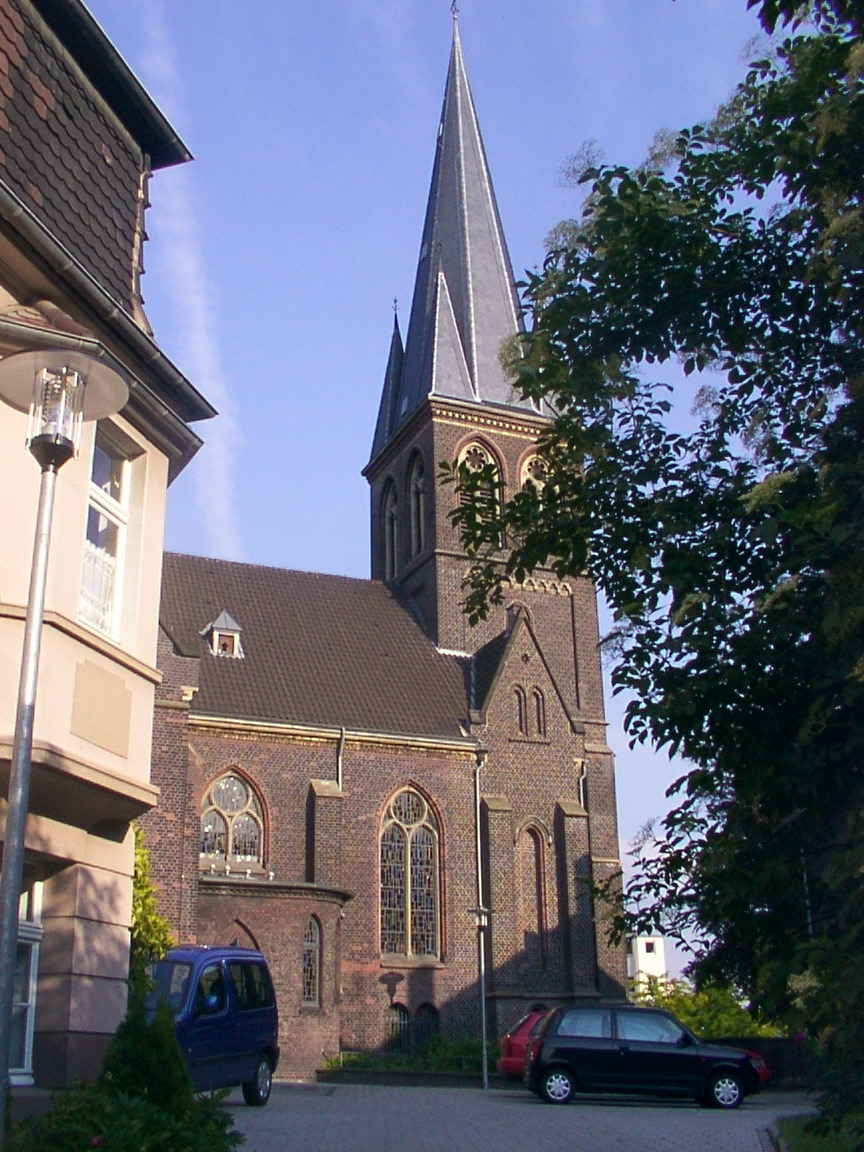
Lutherkerk, Castrop
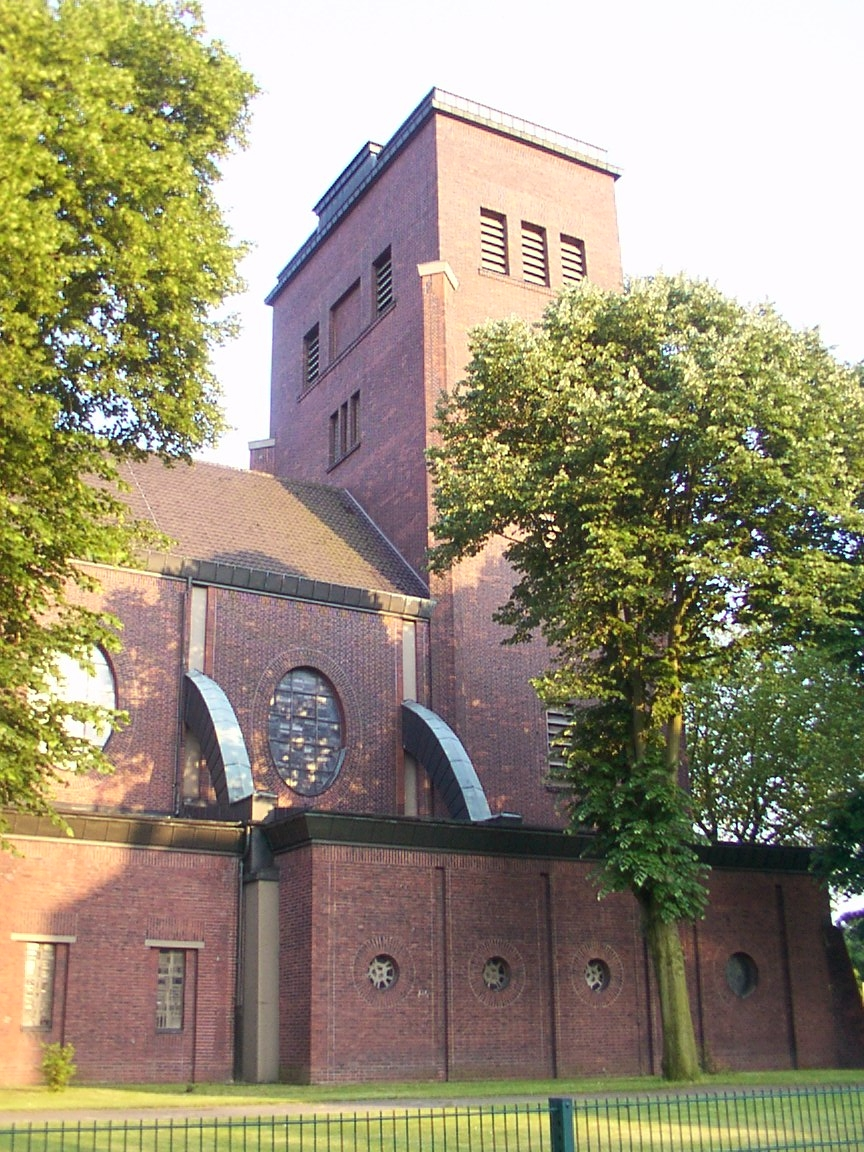
St. Antonius-van-Paduakerk, stadsdeel Ickern
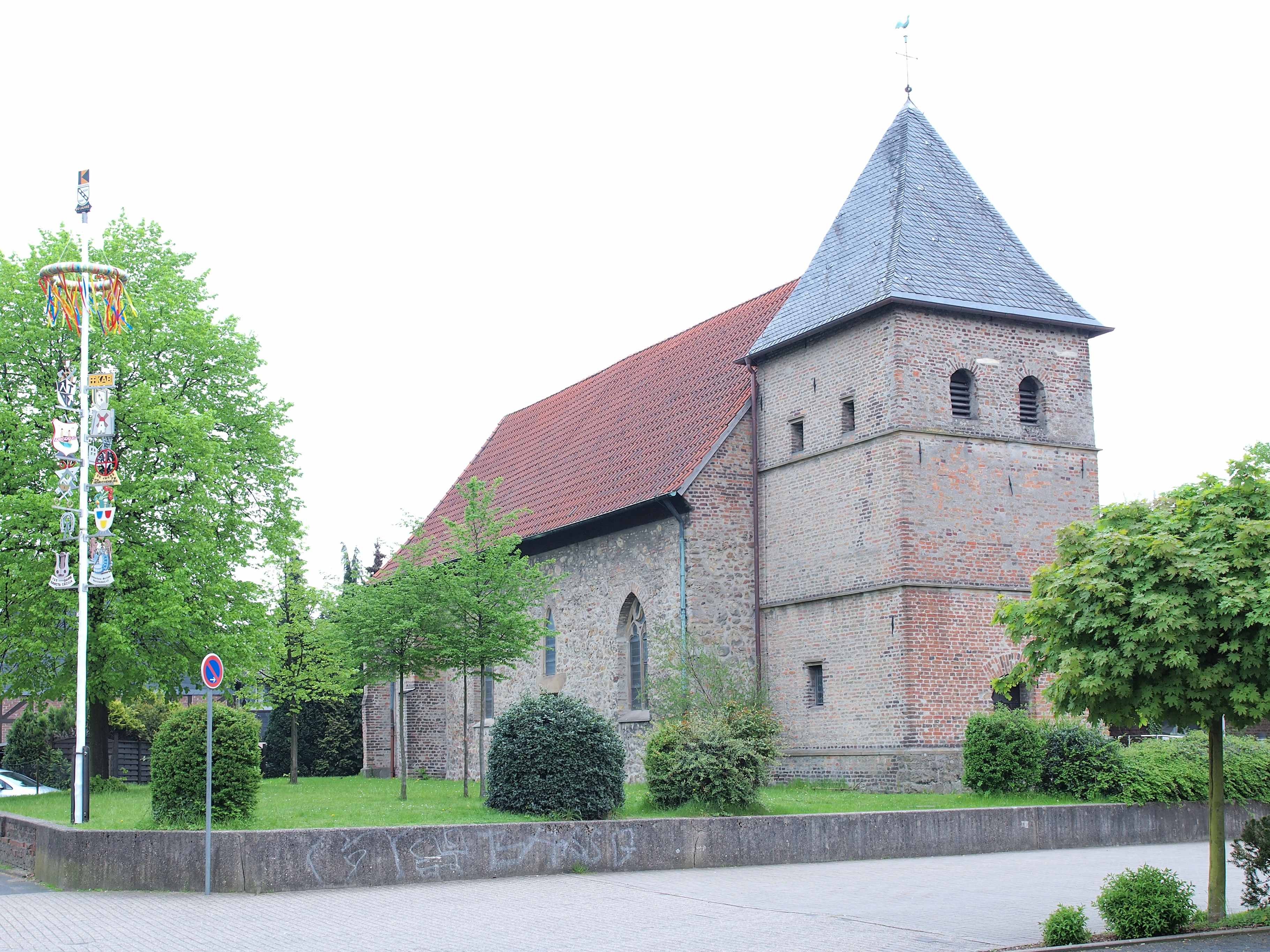
Voormalige St. Lambertuskerk, Henrichenburg
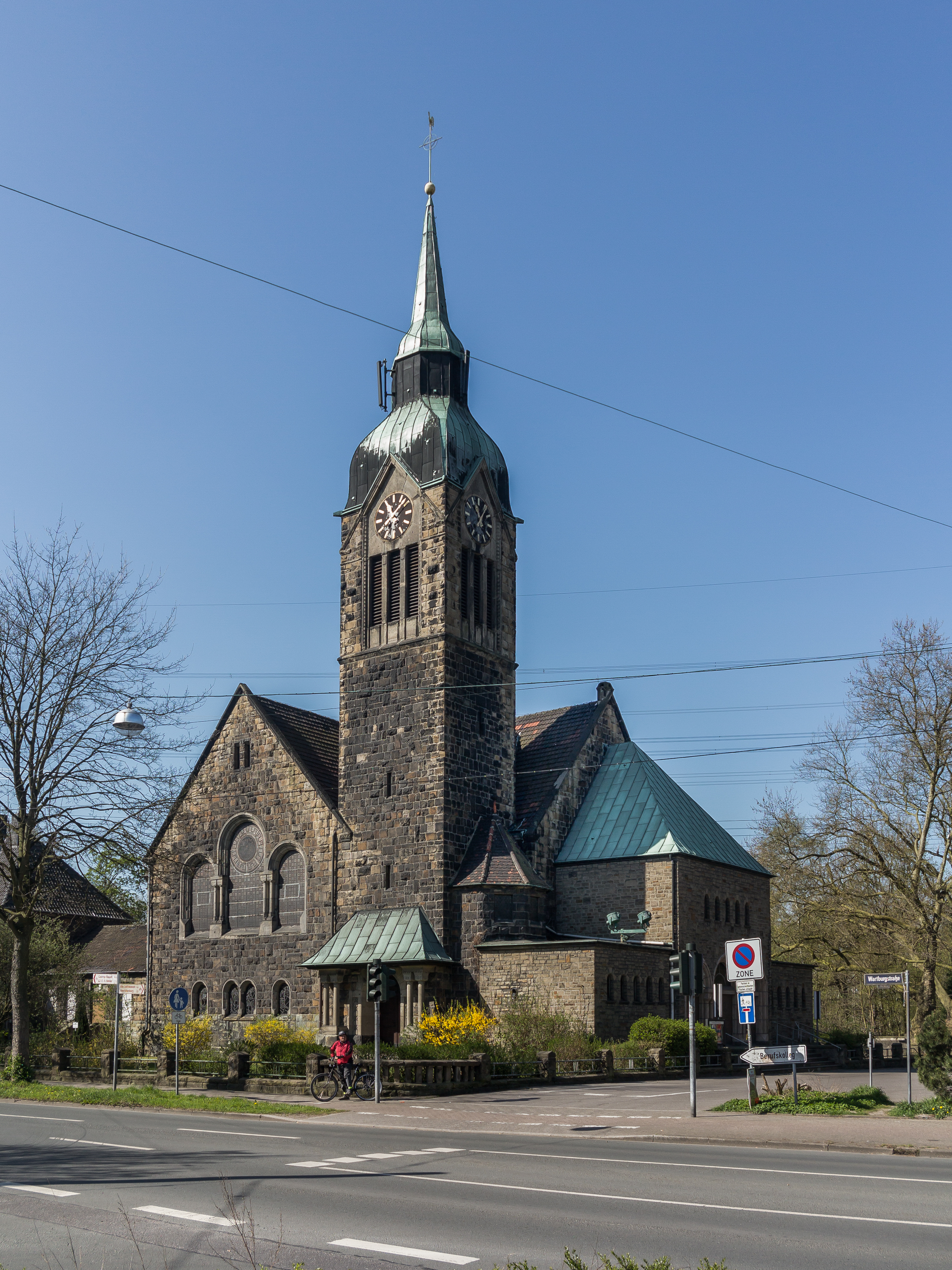
Evang.-lutherse St. Pieterkerk, Habinghorst

### Overige

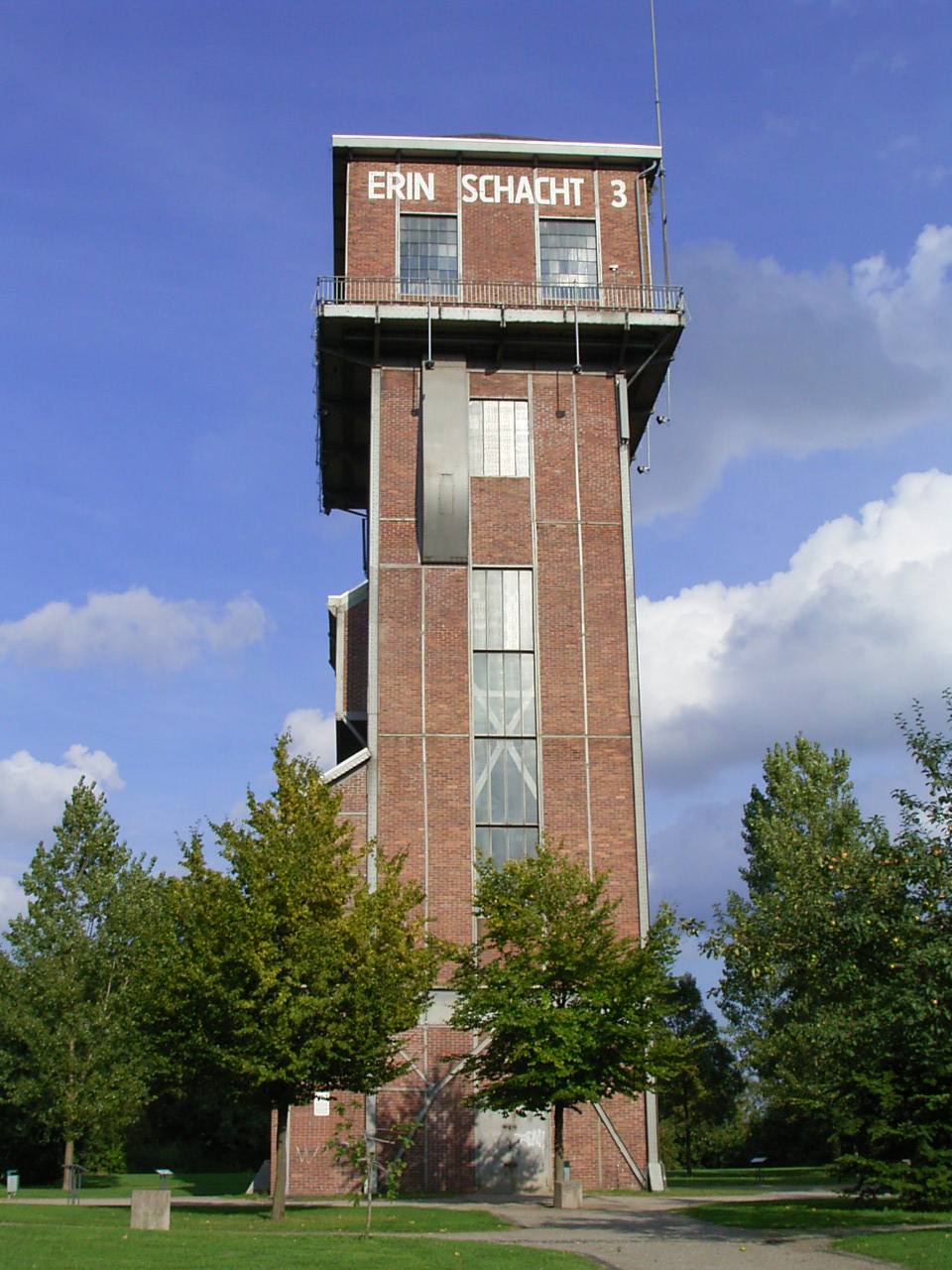
Hammerkopfturm v.m. mijn  Erin, Schacht 3
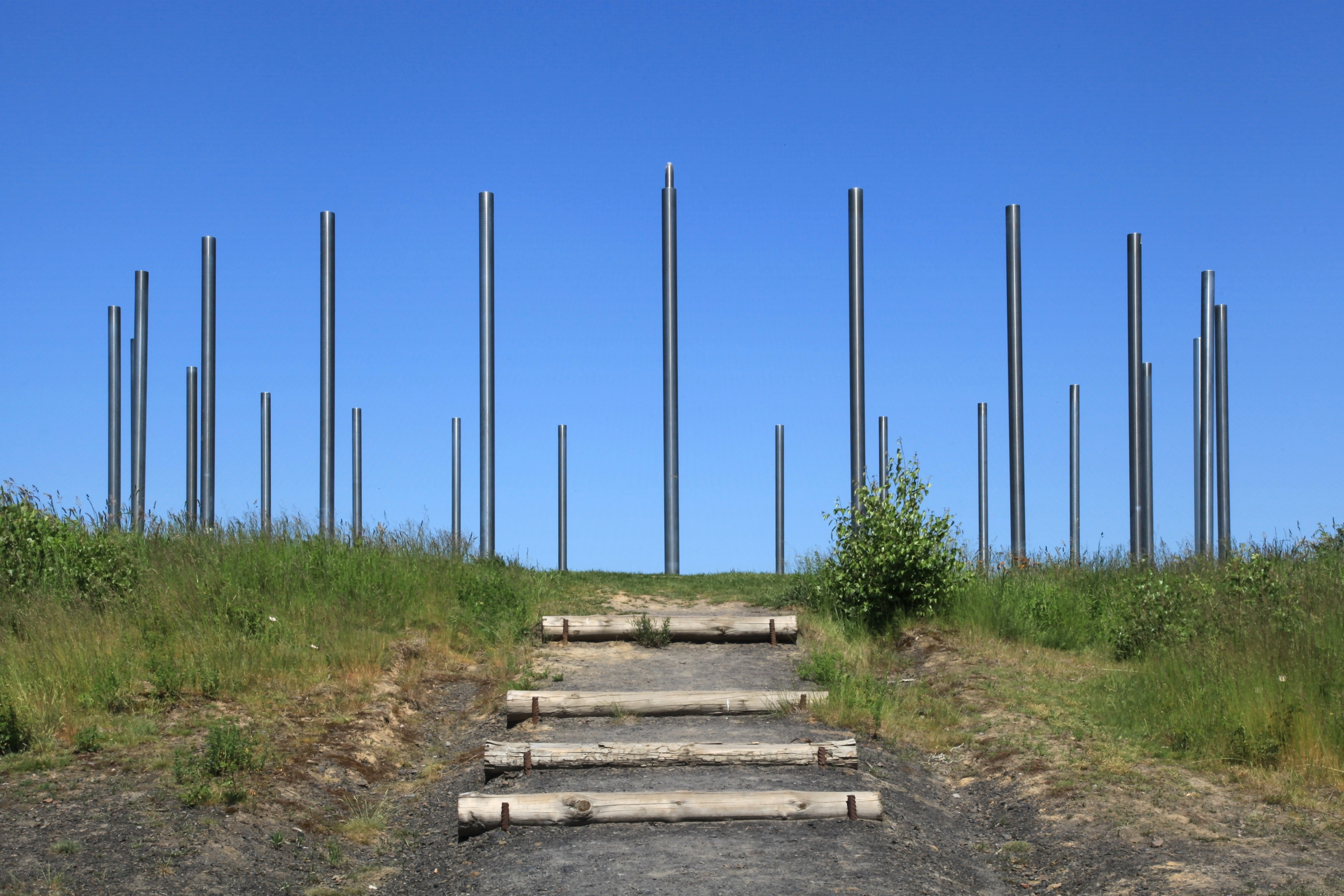
Zonnewijzer op de top van de mijnsteenberg (Halde) van de Schwerin-mijn
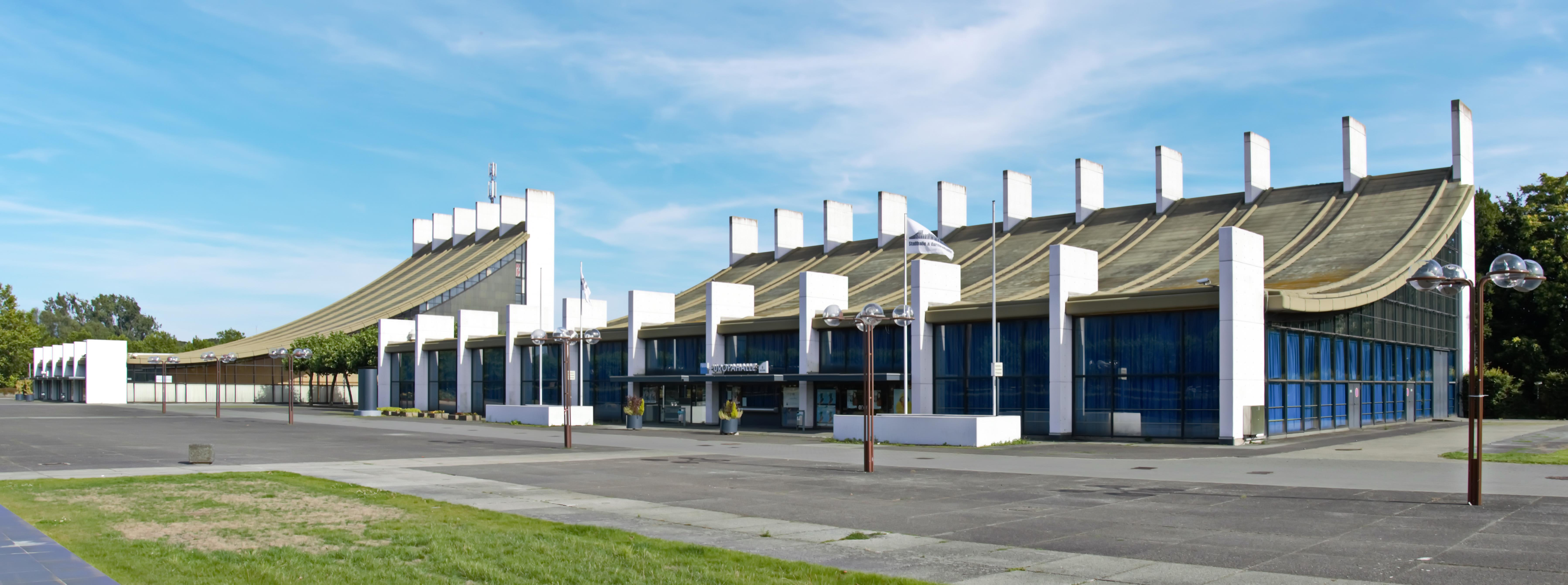
Europa- en Stadthallen
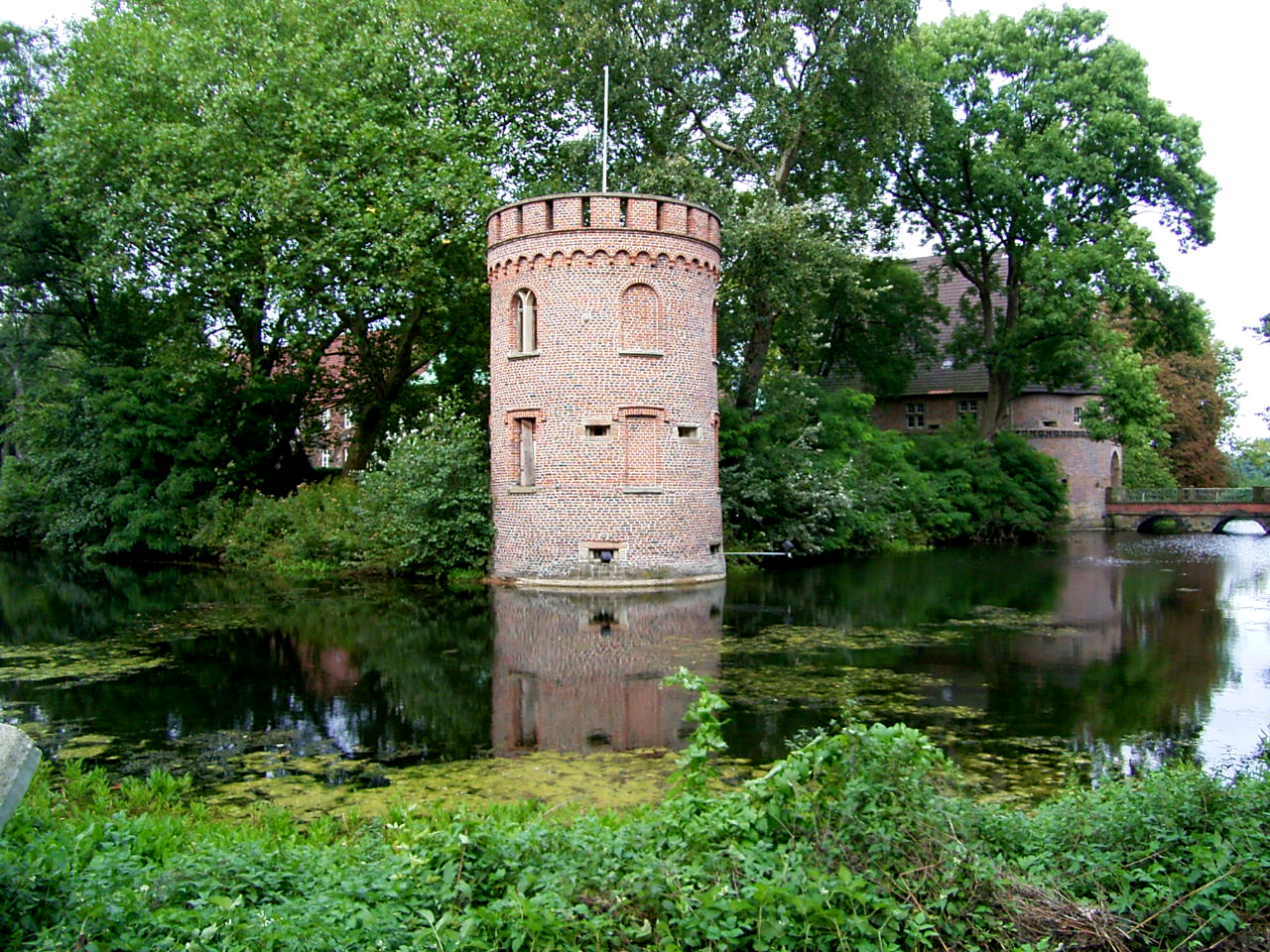
Kasteel Bladenhorst
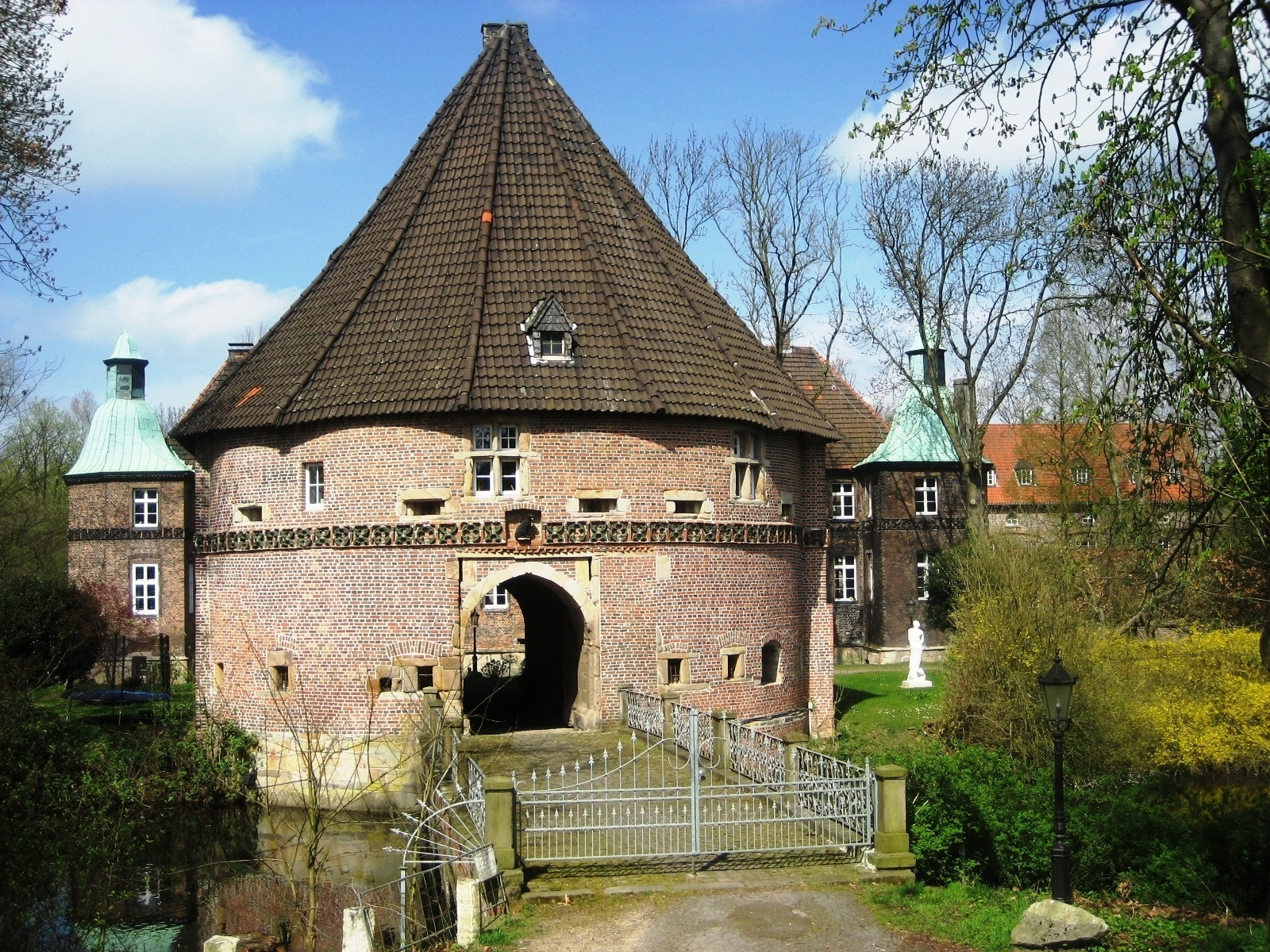
Poorthuis van dit kasteel
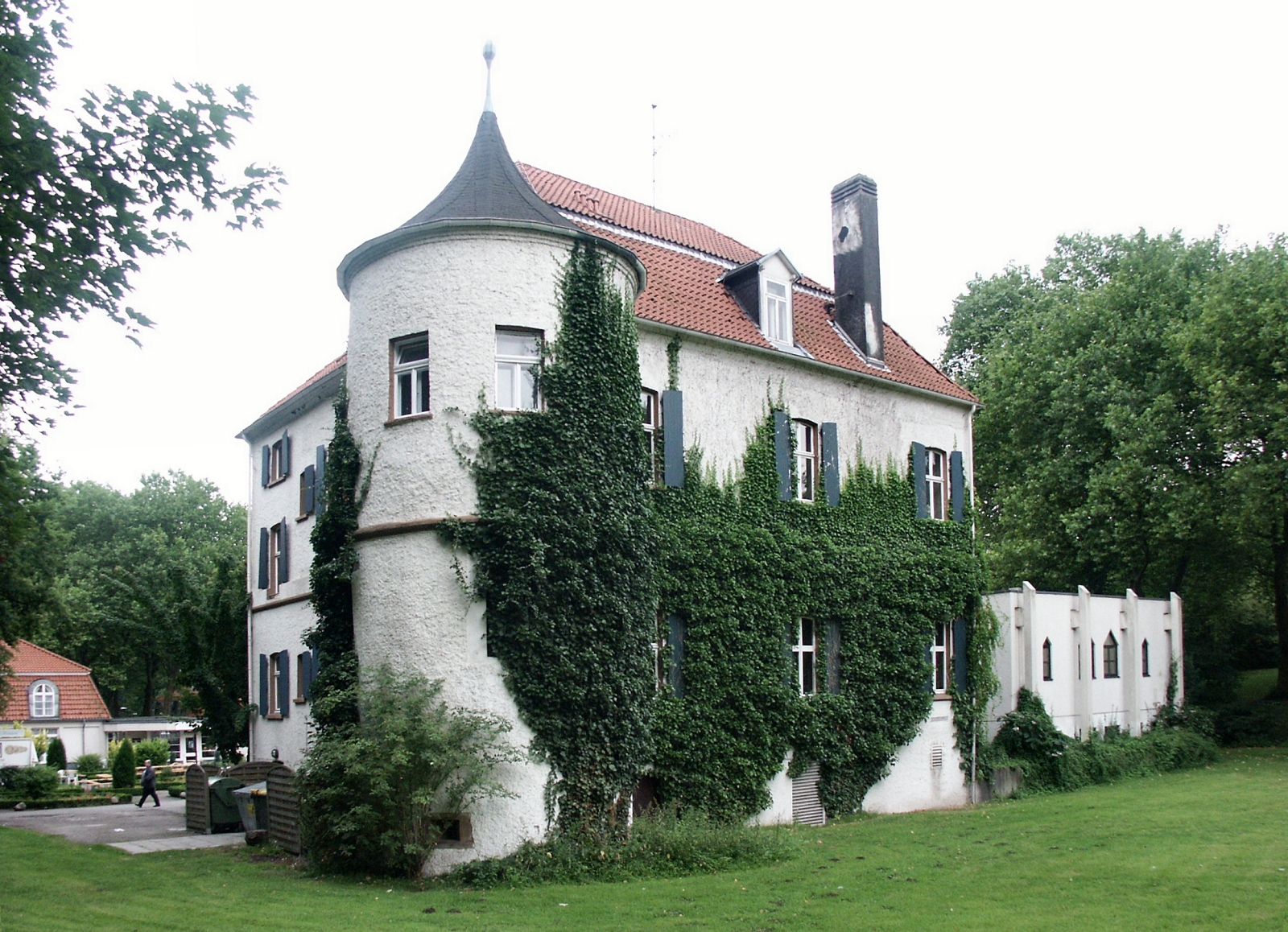
Haus Goldschmieding
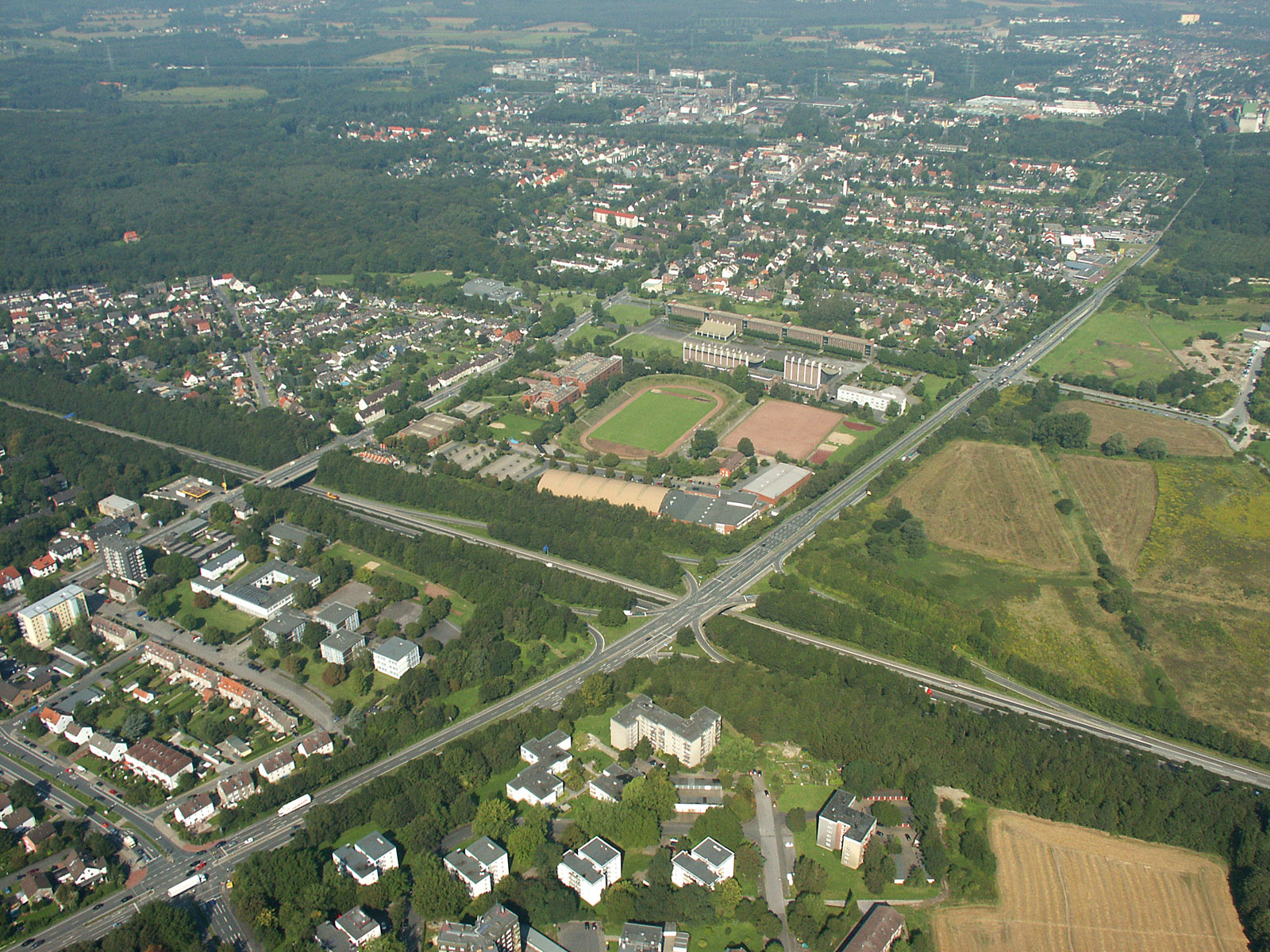
Zgn. Stadtmittelpunkt, met raadhuis en Europahalle, de B 235 en de A42
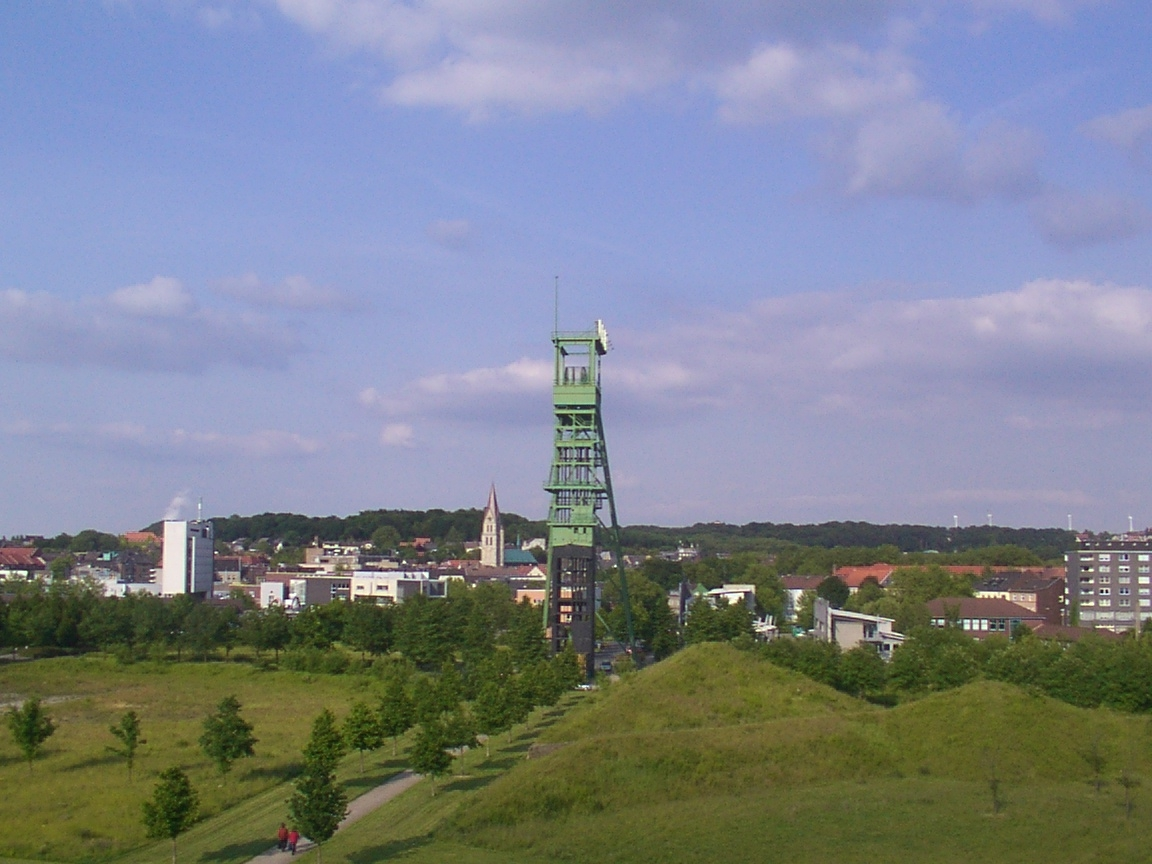
Zicht op Castrop-Rauxel met de mijnschacht Erin
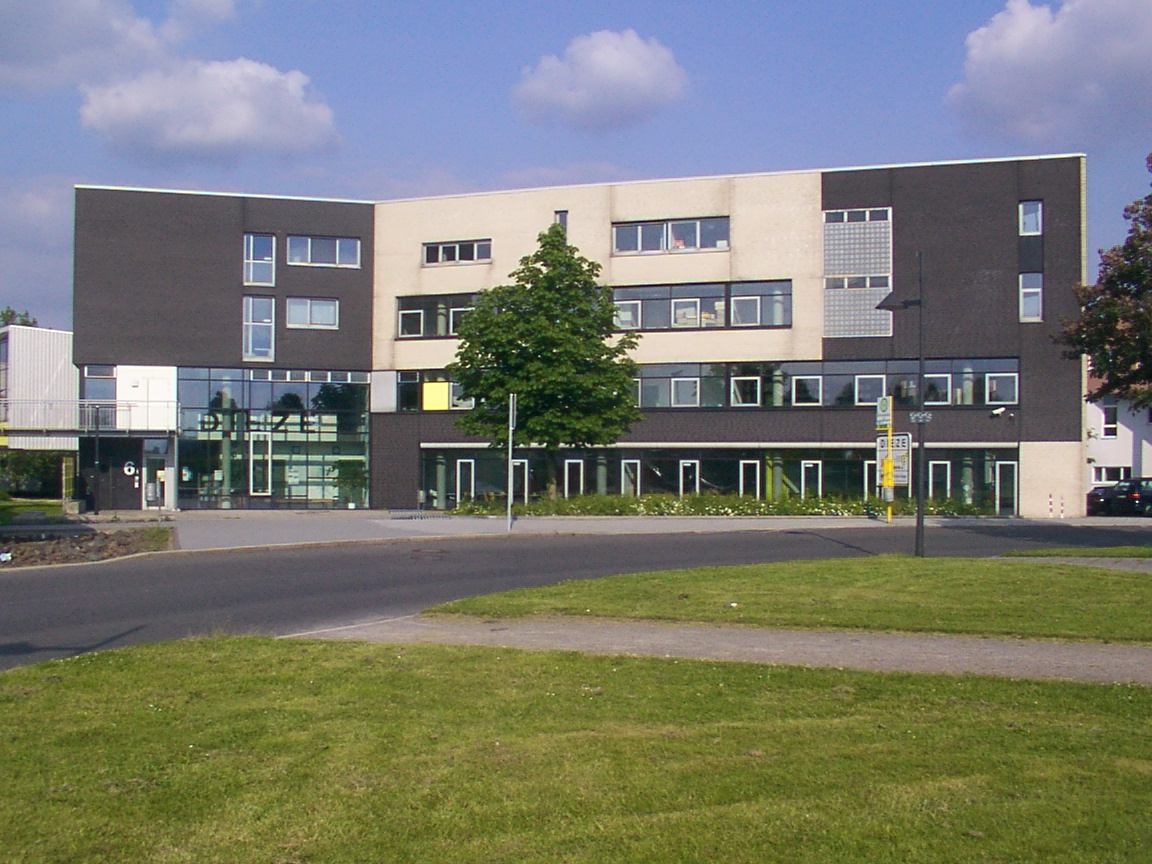
Gezondheidscentrum in het Erin-Park
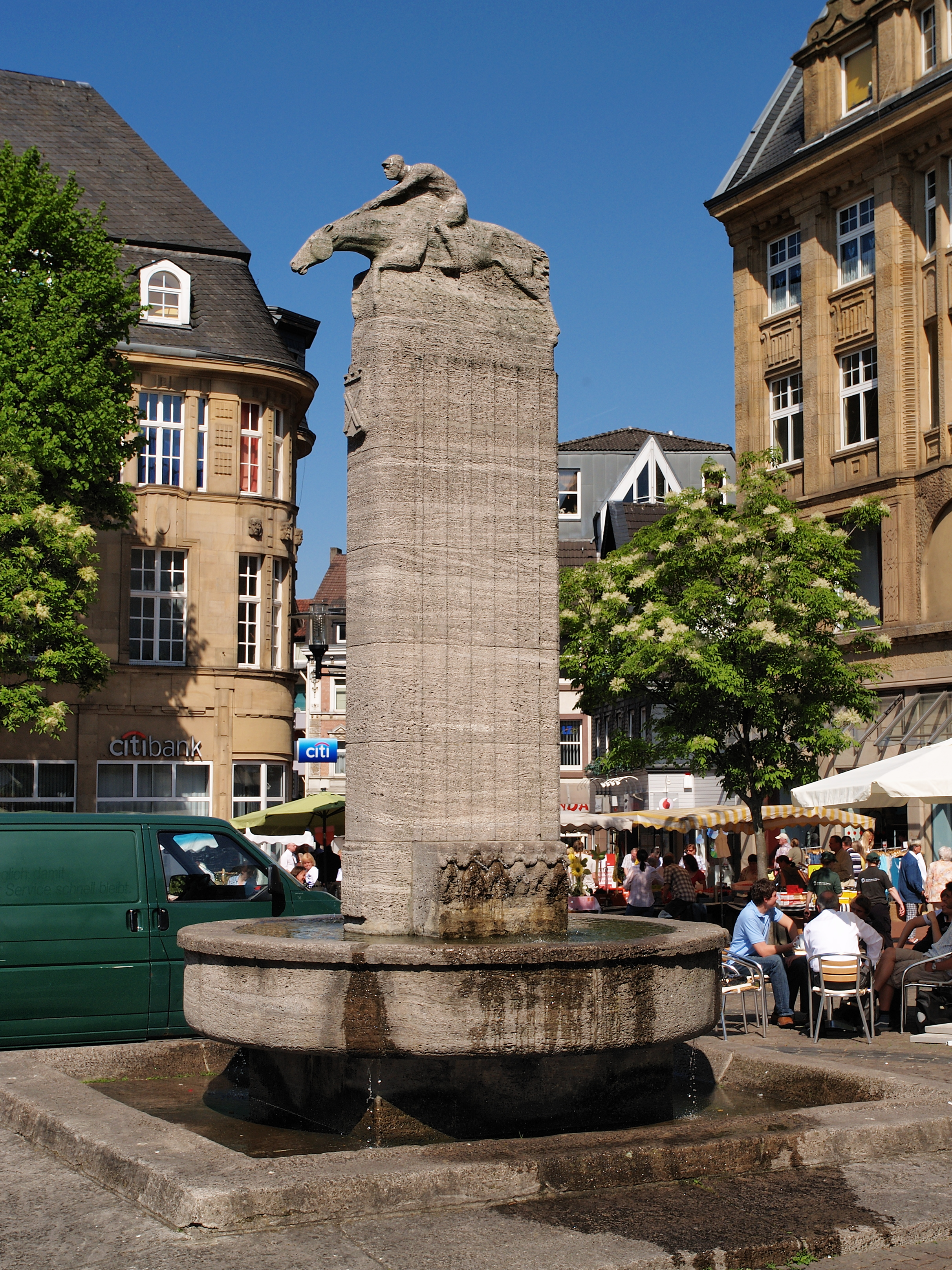
Markt met fontein en renpaard-monument
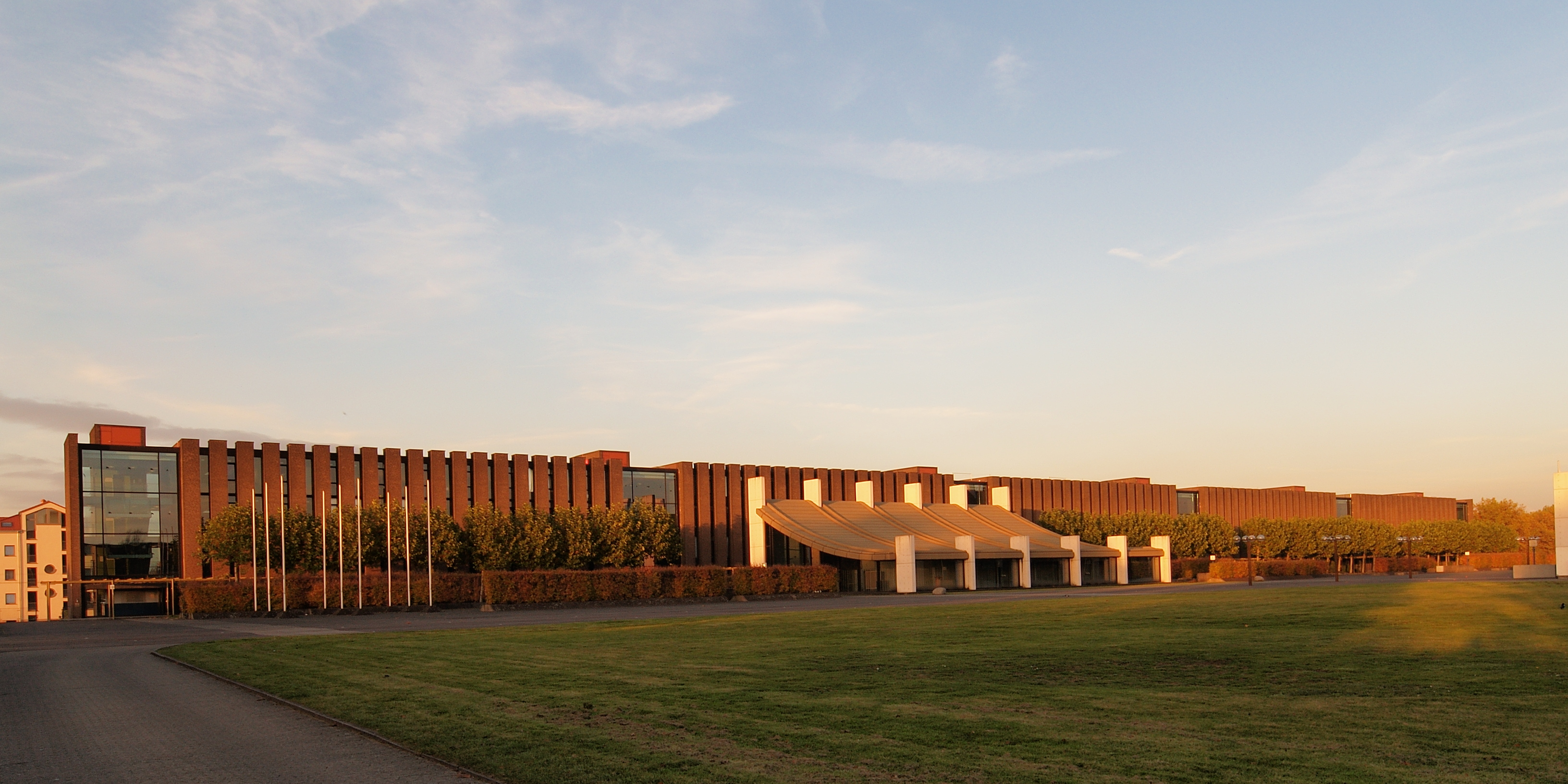
Gemeentehuis

Castrop-Rauxel ·
Datteln ·
Dorsten ·
Gladbeck ·
Haltern am See ·
Herten ·
Marl ·
Oer-Erkenschwick ·
Recklinghausen ·
Waltrop